# تپه مازان سفلی
تپه مازان سفلی مربوط به دوره اشکانیان - سده‌های اولیه دوران‌های تاریخی پس از اسلام است و در شهرستان گرمی، بخش مرکزی، دهستان اجارود شمالی، روستای کله سرمازان وسطی واقع شده و این اثر در تاریخ ۱۵ دی ۱۳۸۷ با شمارهٔ ثبت ۲۴۰۰۶ به‌عنوان یکی از آثار ملی ایران به ثبت رسیده است.